# Orquesta Guayacán
Orquesta Guayacán —citada a veces como Guayacán Orquesta— es una orquesta de salsa colombiana, fundada en Bogotá, Colombia radicada en Cali. Es dirigida musicalmente por Alexis Lozano, arreglista y productor, quien además ejecuta varios instrumentos musicales de la familia de las cuerdas y de viento. Las composiciones más exitosas de la agrupación son de Nino Caicedo.

## Historia
La agrupación inició su historia musical en Bogotá, cuando Alexis Lozano decidió independizarse y renunció al Grupo Niche, del que también fue su cocreador y director artístico. Lozano había nombrado inicialmente la agrupación como La Orquesta Madera de Colombia. Tanto Niche como Guayacán recibirían el apoyo de la salsera y gestora cultural Bertha Quintero en sus inicios en Bogotá.
Su primer álbum titulado Llegó la hora de la verdad salió en 1985 dejando el éxito «Vas a llorar». El álbum fue grabado en Nueva York y producido por Jon Fausty. En este álbum se incluye un cóver a «Se me olvidó otra vez» de Juan Gabriel. Un año después en 1987 apareció el segundo álbum, que incluyó temas como «Por bocón», «Son cepillao con minué», «Vete» y «Nostalgia africana».
En 1988 el tercer álbum salió al mercado con una propuesta de salsa romántica, propia de la época; de esta producción se destacó la canción «Intensamente». Lozano reconoce que este cambio de estilo no gustó a su público.
Para 1989 Alexis Lozano introdujo nuevos elementos a su propuesta musical y la restructuración fue evidente con cambios sustanciales como la inclusión de la poesía y melodía del compositor Nino Caicedo (Saturnino Caicedo Córdoba), quien se constituye en el compositor clave en la historia de Guayacán. Nino Caicedo había compartido con Alexis sus inicios musicales de infancia en el Chocó. De la producción La más bella se destacó la canción «Cocorobé», tema que vuelve por las raíces melódicas de la orquesta y que le permitió a Guayacán alcanzar reconocimiento internacional. 
La quinta producción 5 años aferrados al sabor incluye éxitos como «Vestido bonito», «Guitarra y tambó», «Yolanda», «Como una hoguera» y «Mi muchachita». «Mi muchachita» ocupó durante seis meses los primeros lugares en las emisoras de Venezuela, Colombia y América Central, y en el país le abrió a Guayacán las puertas de públicos en la Costa Atlántica, Antioquia, el Viejo Caldas y los Santanderes.
La sexta producción fue el álbum Sentimental de punta a punta (1992), con temas como «Oiga, mire, vea», que se convirtió en himno musical de Cali. En la misma producción están «Invierno en primavera», que traspasó las fronteras de Estados Unidos y Europa; «Te amo, te Extraño», «Cada día que pasa» y «Un amor a cuenta gotas», entre otros, todas canciones inspiración de Nino Caicedo con los arreglos musicales de Alexis Lozano. Este disco consolidó a Guayacán a nivel nacional en Colombia. En Estados Unidos, dado el éxito de la canción, el álbum se vendió como Oiga, mire, vea.
En los años 1990 Guayacán grabó éxitos como «Torero», y fusiones como «Guayacán pasodobles», «Guayacán currulao» y «Guayacán mix». 
Otros éxitos de la agrupación son «Amalia de noche», «Me amas y me dejas», «Ay amor cuando hablan las miradas», «Carro de fuego».

## Estilo
Según expertos, los dos primeros discos de Orquesta Guayacán explotaron con mayor profundidad la fusión de la salsa con la de tradiciones musicales colombianas y géneros como la chirimía chocoana. Hay fuentes que denominan este estilo salsa chocoana, siendo la agrupación pionera en este subgénero. Para Lozano las influencias iniciales estuvieron en el son cubano y en su idea de incluir influencias de la música del Quibdó. El desarrollo de este estilo se vería influenciado además por el boom de la salsa dura, con expositores como Fruko y sus tesos, La misma gente y La protesta.
Por otro lado, la fama e importancia en el panorama musical de la salsa tanto de Grupo Niche como de Orquesta Guayacán darían mayor relevancia a la salsa caleña y a la salsa producida en la costa del Pacífico colombiano. A diferencia de otras agrupaciones, tanto Niche como Guayacán conservaron en sus directores el peso de hacer arreglos, a diferencia de otras agrupaciones que los ordenaban a otros compositores. Tal estilo se mantuvo hasta la popularización acelerada de la salsa romántica en los años 90.

## Reconocimientos
Tras cumplir más de 30 años como agrupación musical, Guayacán orquesta fue invitada de honor a Billboard Life. «Todo comenzó con un estudio realizado por Billboard, donde determinaron que «Oiga, mire, vea» es una de las canciones más importantes de la salsa a nivel mundial».

## Vocalistas
- Cali Alemán
- Richie Valdés
- Eignar Renteria Serna
- Sebastián El Moret
- Nicco Pereira
- Paul Chacon
- Jairo Ruiz cantante colombiano
- Charlie Zaa
- Carlos Brito cantante colombiano
- Pedro Arroyo
- Anddy Caicedo
- Yan Collazo
- Jhon Lozano cantante colombiano
- Maximo Torres

## Discografía
- Llegó la hora de la verdad (1985)
- Que la sangre alborota (1987)
- Guayacán es la orquesta (1988)
- Sentimental de punta a punta (1991)
- Con el corazón abierto (1993)
- A verso y golpe (1993)
- Marcando la diferencia (1994)
- Como en un baile (1995)
- Con sabor tropical (1997)
- Nadie nos quita lo bailao (1998)
- De nuevo en la salsa (1999)
- Otra cosa (2003)
- Xtremo (2005)
- Bueno y más... (2009)
- 25 años, 25 éxitos, 25 artistas (2013)
- Supernatural (2019)

## Congos de Oro
Otorgado en el Festival de Orquestas del Carnaval de Barranquilla:
| Año  | Trabajo nominado  | Categoría | Resultado |
| ---- | ----------------- | --------- | --------- |
| 2000 | Guayacán Orquesta | Salsa     | Ganador   |